# Emile Luders, Maschinenfabrik für den Automobilbau
Emile Luders, Maschinenfabrik für den Automobilbau bzw. Emile Luders, Maschinenfabrik war ein deutsches Unternehmen der Automobilindustrie. Abweichende Firmierungen mit Lueders oder Lüders anstelle von Luders lauten Maschinenfabrik für Automobilbau Emil Lueders, Maschinenfabrik für Automobilbau Emil Lüders, Maschinenfabrik Emile Lüders für 1905 bis 1911 und Maschinenfabrik für Automobilbau Emile Lueders für 1911 bis mindestens 1912.

## Unternehmensgeschichte
Gustave Emile Luders schrieb sich zuweilen auch Lüders. Er war zunächst bei Otto Weiss & Co. tätig und gründete 1904 sein eigenes Unternehmen in Berlin-Weißensee zur Produktion von Automobilen und Bootsmotoren. Die Pkw wurden je nach Quelle nur 1904 oder nur 1905 gefertigt. Der Markenname lautete entweder Lueders oder Lüders. Allerdings erscheint auch Luders möglich.
1912 erfolgte die Übernahme durch eine sächsische Unternehmensgruppe. Das Unternehmen wurde 1913 nach Brand-Erbisdorf verlagert. 1914 kam es zur Umwandlung in die Elite-Werke.

## Produkte
Hauptsächlich wurden Bootsmotoren hergestellt. Das einzige Pkw-Modell hatte einen Vierzylindermotor mit 1500 cm³ Hubraum. Lieferwagen entstanden von 1905 bis 1912.
In Anzeigen von 1908 wurden Teile für den Automobilbau und Werkzeug angeboten. Dazu gehörten Achsen, Differentialgetriebe, Bremsen, Schalthebel, Kardangelenke, Motorenteile, Kurbelwellen und Pleuelstangen sowie Zahnräder.